# Stoddart Island
Stoddart Island är en ö i Kanada.   Den ligger i provinsen Nova Scotia, i den sydöstra delen av landet, 800 km öster om huvudstaden Ottawa. Arean är 1,0 kvadratkilometer.
Terrängen på Stoddart Island är mycket platt. Öns högsta punkt är 14 meter över havet. Den sträcker sig 1,3 kilometer i nord-sydlig riktning, och 1,1 kilometer i öst-västlig riktning.